# Hofrichterhaus (Bautzen)

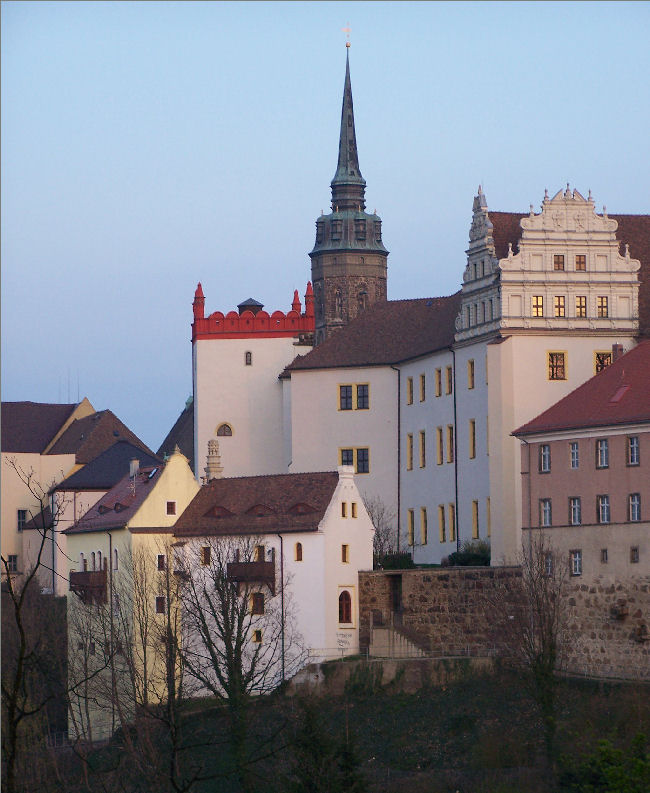
Hofrichterhaus mit Ausfallpforte aus Sicht vom Protschenberg

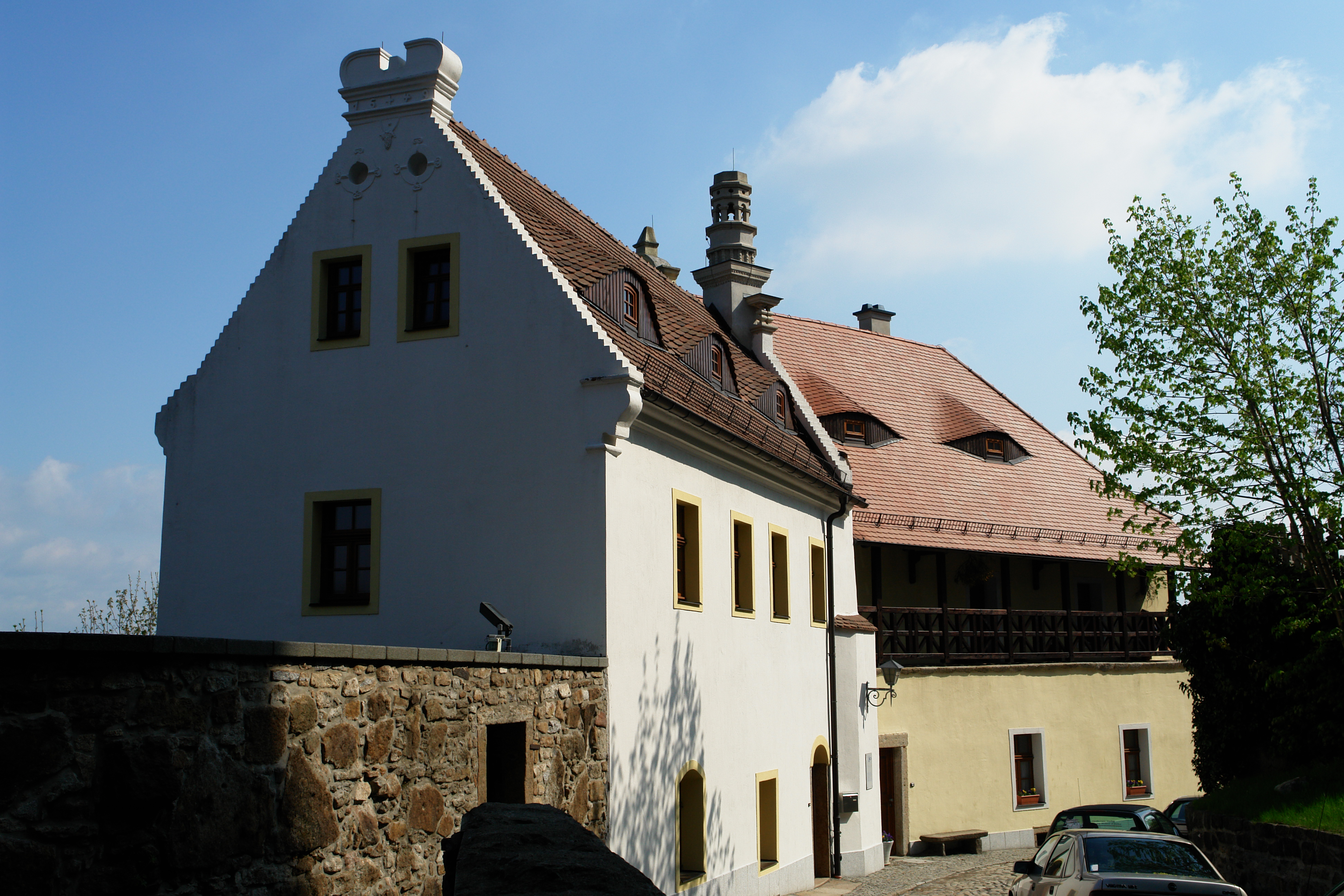
Innenhof der Ortenburg

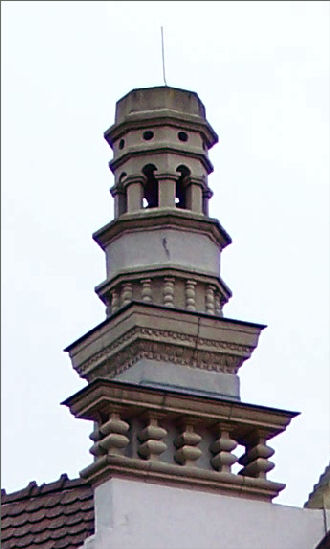
Schornstein im Renaissancestil

Das Hofrichterhaus (sorbisch Dom dwórskeho sudnika) in Bautzen wurde im Jahr 1649 als Bestandteil der Ortenburg errichtet.

## Geschichte
Die Hofrichter waren Lausitzer Adlige, welche vom Landesherrn oder Landvogt eingesetzt wurden. Sie übten die Gerichtsbarkeit über Adel- und Standespersonen aus. Das hohe Ansehen des Hofrichters und die Wichtigkeit seiner Aufgaben, insbesondere das Ausfertigen von Urkunden, erklärt die direkte Nähe zu den herrschaftlichen Häusern.
Passiert man das Tor des Matthiasturms, welcher bis Ende des 18. Jahrhunderts der einzige öffentliche Zugang zur Ortenburg war, braucht man nur wenige Schritte, um das Hofrichterhaus zu erreichen. Auf dem Weg dahin kommt man an mittelalterlichen Mauern, einer steinernen Bank und der ehemaligen Pferdetränke vorbei.
Auffällig ist an dem nun sanierten Haus der detailreiche Schornstein im Baustil der Spätrenaissance und der Giebel. Für Schornstein wird in Sachsen auch der Begriff Esse verwendet.
Das Hofrichterhaus wurde auf dem Felsen über dem Spreetal errichtet. Es wurde auch als Arrestzelle genutzt, geschützt durch das Spreetal, den bewachten Burgzugang und den Aufsichtsweg.
Heute dient es als Wohnraum; das Haus steht unter Denkmalschutz.

## Ausfallpforte
Während der schwedischen Doppelbelagerung 1639 wurde die neben dem Hofrichterhaus befindliche Ausfallpforte in der Stadtmauer geschaffen. Hier beginnt der Osterweg, der als Aufsichtsweg für die Burg genutzt wurde. Zudem stellte die Pforte eine Verbindung zwischen der Burg und dem Teil der Seidau her, der seit dem Oberlausitzer Pönfall zum Burglehn zählte.